# 博曼·伊蘭尼
博曼·伊蘭尼（英語：Boman Irani，1959年12月2日—）是一名有波斯人血统的印度男演員。他大多在寶萊塢電影中扮演喜剧角色和反派。伊蘭尼最為人所知的角色是2009年电影《三個傻瓜》中的維爾·沙哈史達布德罕「病毒」博士，并得到印度電影觀眾獎的最佳男配角殊榮。他其他知名的電影有《Munna Bhai M.B.B.S.》和《來自星星的傻瓜PK》等等。

## 外部連結
- 博曼·伊蘭尼在互联网电影资料库（IMDb）上的資料（英文）